# 乙醇鉀
乙醇鉀，化學式{\displaystyle {\ce {C2H5OK}}}，是一種乙醇鹽。其中包含乙醇陰離子，此陰離子是乙醇的共軛鹼。乙醇鉀具有很强的鹼性。由於其鹼性和親核性，因此它可用於有機合成。

## 製備
乙醇跟金屬鉀反應，可以生產乙醇鉀：
{\displaystyle {\ce {2 CH3CH2OH + 2 K ->2 CH3CH2OK + H2}}}

## 反應

### 鹼性
跟乙醇鈉、叔丁醇鉀一樣，乙醇鉀是一種强鹼。除了可以水解生成乙醇和氫氧化鉀之外，它亦可奪取有機化合物的質子，因此可作爲丙二酸酯合成、乙醯乙酸酯合成、克萊森酯縮合反應等有機反應的鹼催化劑。
下圖為1-溴-2-甲基丙烷和乙醇鉀的雙分子消去反應的機理：

### 親核性
乙醇鉀是一個很好的親核試劑，因此可以進攻親電試劑，發生各種的親核反應。例如，乙醇鉀可與甲基溴發生雙分子親核取代反應，生成甲乙醚，即威廉姆遜合成反應。

或者與鄰或對位有吸電子基團的芳香化合物發生芳香族親核取代反應（加成-消去機理）。

## 安全
乙醇鉀易燃且帶腐蝕性，具有一定的危險性。乙醇鉀會與水劇烈反應，如果它與潮濕的空氣接觸，可能會導致火警。乙醇鉀不能與水、酸、氧化劑、還原劑等接觸。它還有可能導致嚴重的皮膚灼傷。